# 何塞·伊维斯·利曼图尔

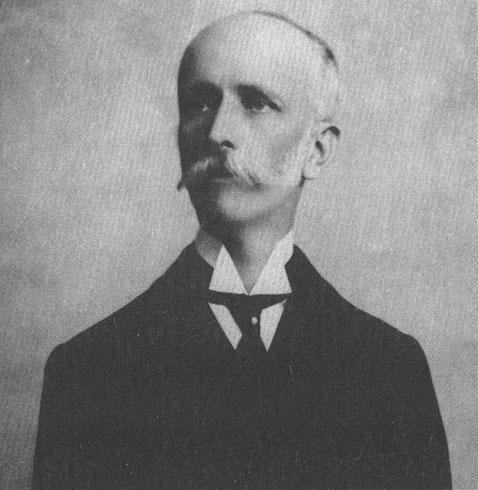
财政部长何塞·伊夫·利曼图尔

何塞·伊夫·利曼图尔（西班牙語：[xo'se ˈiβ(e)s limanˈtuɾ]，1854年12月26日—1935年8月26日），旧译酈滿杜，是19世纪墨西哥的一位经济学家。他在1893年至1911年担任波菲里奥·迪亚斯总统的财政部长，他在任内首次平衡了预算，并于1894年实现了收支盈余。利曼图尔在墨西哥建立了金本位制，下令暂停免费铸造银币，并规定只能使用由政府发行的硬币。利曼图尔是迪亚斯总统技术官僚顾问集团“Científico”的领袖，该集团成员都受过高等教育，他们希望在墨西哥扩大知识分子的影响力；他们通过支持迪亚斯政权，努力使国家现代化，但同时他们也致力于自由化改革。1899年，他同一个外国银行团担保了国债，因而当1911年革命爆发时，国家的财政基础仍十分雄厚。墨西哥革命之前他与贝尔纳多·雷耶斯将军一起被视为接替迪亚斯总统的有力候选人之一。

## 文献来源
- Apuntes sobre mi vida pública (Porrúa, 1965).[1]
- Aston, B. W., "The Public Career of Don José Ives Limantour." Ph.D. dissertation, Texas Tech University 1972.
- Crosman, Herbert A. "The Early Career of José Ives Limantour, 1854-1886." Ph.D. dissertation. Harvard University 1949.
- Díaz Dufoo, Carlos. Limantour. Mexico: Edusebio Gómez de la Puente 1910.
- Schmidt, Arthur. "José Ives Limantour" in Encyclopedia of Mexico, vol. 1, pp. 746–749.  Chicago: Fitzroy and Dearborn 1997.